# 測地角
66°40′24″S 139°50′16″E / 66.67333°S 139.83778°E
測地角（英語：Cape Géodésie）是南極洲的海岬，位於阿黛利地，處於阿斯特羅拉冰川終點西北面6公里，由美國海軍拍攝空中照片，由法國探險隊繪入地圖和命名。